# Yoga-Vasishtha
Das Yoga-Vasishtha (Sanskrit: योगवासिष्ठ yogavasiṣṭha) ist ein philosophisches Werk, das den Advaita Vedanta behandelt. Es ist ein poetischer Text in Sanskrit, das dem legendären Valmiki, dem Verfasser des Ramayana, zugeschrieben wird.

## Versionen des Werkes
Das ursprüngliche Werk, das den Namen Yogavasishta Ramayana trägt, wurde wahrscheinlich im 8. Jahrhundert n. Chr. verfasst. Der Originaltext ist verloren gegangen. Es soll laut Überlieferung 32000 Verse lang gewesen sein. In Form eines imaginären Dialoges zwischen dem Helden Rama und seinem Lehrer Vasishtha, präsentiert der Verfasser eine Fülle von Ideen, die eine ungewöhnliche Tiefe und universelle Perspektive zeigen. Der Weise Vasishta wurde bereits im Rigveda erwähnt und gilt als einer der großen Rishis der Vergangenheit.
Im 9. Jahrhundert wurde der Text durch Gauda Abhinanda zum Laghu-Yoga-Vasishtha mit 4829 Versen – laut Überlieferung sollen es 6000 Verse gewesen sein – gestrafft. Das Werk hat den Yoga und den Vedanta erheblich beeinflusst.
Es existiert auch eine dritte, stark gekürzte Version eines unbekannten Verfassers mit 225–230 Versen, die als Yoga-Vasishtha-Sara bezeichnet wird.
Rama Tirtha, ein Heiliger aus dem 19. Jahrhundert nannte das Yoga-Vashishtha „eins der größten Bücher und, aus meiner Sicht, das wunderbarste, das je unter der Sonne geschrieben wurde,.... und das niemand auf Erden lesen kann, ohne Gott-Bewusstsein zu erfahren.“